# Миллар, Роберт (футболист)
Ро́берт «Боб» Ми́ллар (12 мая 1890 — 22 февраля 1967) — шотландско-американский футболист, форвард, и тренер сборной США на первом чемпионате мира. За свои достижения в футболе был включён в Футбольный зал славы США. Миллар играл в составе более десятка команд как минимум в пяти лигах США, а также провёл два сезона в шотландской футбольной лиге. Он успешно закончил свою профессиональную карьеру, завоевав со сборной бронзу на мундиале.

## Игровая карьера

### Клубная
В 1909 году Миллар начал свою профессиональную карьеру с «Сент-Миррен» из шотландской футбольной лиги. Он покинул «Миррен» в 1911 году и переехал в Соединённые Штаты, присоединившись к «Дисстону» на 1912/13 сезон. В 1913 году он перешёл в «Бруклин Филд Клаб» из Национальной ассоциированной футбольной лиги (NAFBL). В январе 1914 года «Бруклин» сыграл с «Дисстоном» в четвертьфинале Кубка США 1914. Во время игры Миллар был вовлечён в драку с фанатом «Дисстона» на краю поля, это спровоцировало драку между болельщиками и игроками обеих команд. В том же году «Бруклин Филд Клаб» выиграл первый Открытый кубок США по футболу, победив в финале «Бруклин Селтик» со счётом 2:1, Миллар поспособствовал победному голу.
В сентябре 1914 года Миллар перешёл в «Бетлехем Стил» на 1914/15 сезон Союзной лиги Филадельфии. В том сезоне он забил 59 голов в 33 матчах лиги и кубка, установив рекорд США. Сезон завершился победой в Открытом кубке 1915 со счётом 3:1 над всё тем же «Бруклин Селтикс». Миллар забил первый гол «Бетлехема».
В начале 1916 года Миллар подписал контракт с «Бэбкок энд Уилкокс» из NAFBL, но провёл год в арендах. В феврале 1916 года Миллар играл за «Нью-Йорк Клан Макдональд» в кубке штата Нью-Йорк, за «Филадельфия Хиберниан» в лиге и за «Аллентаун». В какой-то момент Миллар, возможно, играл в футбольной лиге Сент-Луиса, так как в газетной статье за 27 декабря 1918 года упоминает о его возвращении из этой лиги. В декабре 1918 года Миллар вернулся в «Бетлехем Стил», но покинул клуб семь месяцев спустя, чтобы подписать контракт с «Бруклин Робинс Драй Док» на сезон 1919/20. Однако у него были значительные разногласия с его товарищам по команде, и он покинул «Робинс» через некоторое время, весной 1920 года, чтобы присоединиться к «Потакет Рейнджерс» из Южной футбольной лиги Новой Англии. Затем он перешёл в «Хэррисон» на 1920/21 сезон.
В январе 1921 года он был дисквалифицирован на два месяца после того, как ударил бывшего товарища по «Робинсу», Нила Кларка, в перерыве Открытого кубка, когда «Хэррисон» проигрывал «Робинсу». Миллар был не в состоянии играть оставшуюся часть сезона NAFBL, поэтому «Хэррисон» отдал его в аренду «Тебо Йот Бейсин». В мае Миллар снова встретился с «Робинс», когда «Тебо» победил «Драй Док» в кубке штата Нью-Йорк. По иронии судьбы, «Робинс Драй Док» и «Тебо Йот Бейсин» были оба дочерними компаниями верфи Тодда. Миллар вернулся в «Потакет Рейнджерс» на первый сезон 1921/22 недавно созданной американской футбольной лиги.
В 1922 году Миллар покинул «Потакет Рейнджерс» и подписал контракт с «Фолл-Ривер Марксмен», но команда уволила его в январе 1923 года, после того как он сыграл всего шесть матчей. Он присоединился к «Нью-Йорк Филд Клаб» на оставшуюся часть сезона, а также подписал контракт на 1923/24 сезон. Однако договор был досрочно разорван, и он перешёл в «Нью-Йорк Джайантс». В августе 1925 года он подписал контракт с «Индиана Флуринг» в качестве играющего тренера. В 1927 году Чарльз Стоунхэм приобрёл «Флуринг» и переименовал команду в «Нью-Йорк Нэшнелз». Миллар продолжил тренировать и играть в «Нэшнелз» до начала «футбольной войны» 1928 года. В том междоусобном конфликте Федерация футбола США отказалась признавать Американскую футбольную лигу.

В октябре 1928 года Миллар уволился из «Нэшнелз», сказав руководству команды: 
Я заявляю вам, что должен отказаться от продолжения деятельности играющего тренера футбольного клуба «Нью-Йорк Нэшнелз». Я объявляю о своей отставке, так как продолжение участия в несанкционированном футбольном первенстве будет существенно угрожать моему статусу в профессиональном футболе и тем самым может повлиять на мою дальнейшую карьеру профессионального футболиста. Это не соответствует условиям моего контракта, которые требуют, чтобы я играл и руководил клубом в соответствии с нормами и правилами Федерации футбола США, и, заставляя меня заниматься несанкционированным футболом, вы нарушаете условия моего контракта. Я вынужден искать работу в признанном футболе.
 Затем он вернулся в «Нью-Йорк Джайантс», которые были исключены из ASL вследствие «футбольной войны». Федерация футбола затем стала посредником в создании Восточной футбольной лиги, куда должны были перейти команды ASL, которые хотели восстановить свой статус «официальных» команд ФИФА. Миллар оставался с «Джайантс», пока они не вернулись в ASL в 1929 году.

### Национальная сборная
В 1925 году Миллар был вызван в сборную США на две игры с Канадой. Канада с минимальным счётом выиграла первый матч 27 июня 1925 года. США выиграли ответный матч со счётом 6:1 11 ноября 1925 года. После первого тайма счёт был ничейный 1:1, но Миллар способствовал доминированию США во втором тайме, отдав голевую передачу на Арчи Старка вскоре после перерыва.

## Тренерская карьера

### Клубы
Миллар начал свою тренерскую карьеру, когда был нанят «Индиана Флуринг» в 1925 году как играющий тренер. Он оставался с «Флуринг» в качестве тренера до 1927 года, когда перешёл в «Нью-Йорк Нэшнелз», откуда ушёл в отставку в октябре 1928 года во время «футбольной войны». Позже в 1929 году он тренировал «Ньюарк Скитерс».

### Сборная США
Миллар был назначен на должность тренера национальной сборной США на чемпионат мира 1930. Успех национальной команды на первых этапах мундиаля и выход в полуфинал стал неожиданностью, тем более они выиграли оба своих матча группового этапа (против Бельгии и Парагвая) без пропущенных мячей. В полуфинале их постигло несчастье, два игрока получили травмы во время матча против Аргентины. После вылета с чемпионата мира США сыграли серию выставочных матчей против южноамериканских профессиональных и региональных команд всех звёзд. Из тех игр проигрыш со счётом 4:3 Бразилии был единственным официальным международным матчем. Миллар закончил своё пребывание на посту главного тренера сборной с двумя победами и двумя поражениями (в официальных матчах).
Миллар был включён в Футбольный зал славы США в 1950 году.

## Личная жизнь
У Миллара осталась дочь, Мэри Мартин, она живёт в городе Грешем (Орегон).